# Sesil Karatantcheva
Sesil Karatantcheva est une joueuse de tennis bulgare née le 8 août 1989 à Sofia. Elle acquiert la nationalité kazakhe à partir de janvier 2009 puis représente à nouveau la Bulgarie en octobre 2014.
Surnommée Special K, elle est promise à un brillant avenir, avant d'être convaincue de dopage en 2005 puis suspendue de toute compétition officielle pendant deux ans.

## Carrière tennistique

### Des débuts fracassants
Sesil Karatantcheva joue ses premiers tournois professionnels en 2003. Elle obtient immédiatement d'excellents résultats dans les épreuves ITF, concédant seulement trois défaites pour vingt-six succès en simple.
En mars 2004, elle fait son entrée sur le circuit WTA. À l'Open d'Indian Wells, les organisateurs lui offrent une wild card qu'elle honore avec brio en passant deux tours : après avoir éliminé Alexandra Stevenson (120e mondiale) puis Magüi Serna (25e), elle n'est arrêtée que par Maria Sharapova (alors 24e). Deux mois plus tard, elle remporte les Internationaux de France de tennis junior.
En mai 2005, à moins de seize ans, elle se révèle au grand public en atteignant les quarts de finale à Roland-Garros où elle perd contre Elena Likhovtseva (19e), non sans avoir notamment sorti Shinobu Asagoe (21e) et surtout Venus Williams (13e). À nouveau quart de finaliste au Classic de San Diego en août, elle pointe au 35e rang mondial à la fin de la saison.

### L'affaire du dopage
Selon le quotidien français L'Équipe du 20 décembre 2005, Sesil Karatantcheva et deux Argentins (Mariano Puerta et Mariano Hood) auraient été contrôlés positifs à des substances dopantes, à Roland-Garros quelques mois plus tôt. L'échantillon d'urine de Karatantcheva, prélevé à l'issue de sa rencontre perdue contre Likhovtseva, le 30 mai, révèlerait des traces de nandrolone ; elle risque deux ans de suspension.
Fin décembre à Londres, Karatantcheva comparaît devant trois juges désignés par la Fédération internationale de tennis (ITF). Pour sa défense, la joueuse avance qu'elle était enceinte sans le savoir lors du prélèvement, avant de subir une fausse couche. Mais un test de grossesse, également réalisé sur les urines de la joueuse, vient infirmer l'hypothèse, tandis que des analyses complémentaires pratiquées au laboratoire de Châtenay-Malabry ne détectent aucune pathologie justifiant ce taux trop élevé.
Le 11 janvier 2006, la jeune Bulgare est suspendue de toute compétition pour deux ans par l'ITF. L'instance indique que Karatantcheva a été contrôlée positive une seconde fois à la nandrolone, le 4 juillet 2005, hors compétition à Tokyo.
Outre sa suspension, à compter du 1er janvier 2006, elle perd tous ses points acquis au classement WTA et doit rembourser ses gains empochés depuis Roland-Garros inclus.
Début février 2006, Karatantcheva fait appel de sa suspension à Lausanne auprès du tribunal arbitral du sport. Le 3 juillet, cet appel est rejeté. La décision précise que le jeune âge de la joueuse (quinze ans et dix mois au moment des faits) ne valait pas circonstance atténuante, l'égalité de traitement devant prévaloir entre tous les sportifs.

### Le comeback
Sitôt sa peine purgée, en janvier 2008, Sesil Karatantcheva renoue avec la compétition dans les tournois challengers de l'ITF. Elle gagne les deux premiers tournois qu'elle dispute ; en avril, elle réintègre le top 300. En juillet, elle joue (et perd) la première finale de sa carrière sur le circuit WTA, en double dames à l'Open d'Autriche aux côtés de Nataša Zorić. Elle conclut l'année au 150e rang.
À partir de janvier 2009, elle décide pour des raisons financières, de représenter le Kazakhstan pendant au moins trois ans, se voyant promettre une prime de 65 000 $ par saison et des bonus en cas de victoire. Elle parvient, cette année-là, à se qualifier dans le grand tableau des Internationaux d'Australie et de Wimbledon, où elle est respectivement sortie aux 2e et 1er tours. Elle gagne seize places dans la hiérarchie mondiale (134e).
2010 la voit stagner au classement (139e), faute de résultats probants, à l'exception notable d'un quart de finale à Birmingham.
En octobre 2014, elle a commencé à représenter à nouveau la Bulgarie.

### Deuxième comeback
Sesil Karatantcheva n'a plus joué depuis 2019 lorsqu'on la retrouve inscrite aux tournois ITF de Saragosse en avril 2023 et Platja D'Aro en mai 2023, les deux situés en Espagne et se jouant sur terre battue. Elle s'inclinera les deux fois au premier tour.
Elle participe aux qualifications de Roland-Garros. Au premier tour, elle bat la Mexicaine Fernanda Contreras Gómez (3-6, 6-1, 6-3). Elle s'incline au deuxième tour face à la Colombienne Camila Osorio, 84e mondiale et tête de série n°1 des qualifications (0-6, 1-6).

## Palmarès

### Titre en double dames
Aucun

### Finale en double dames
| No | Date       | Nom et lieu du tournoi     | Catégorie | Dotation  | Surface      | Vainqueures                      | Partenaire   | Score    |          |
| -- | ---------- | -------------------------- | --------- | --------- | ------------ | -------------------------------- | ------------ | -------- | -------- |
| 1  | 14-07-2008 | Gastein Ladies Bad Gastein | Tier III  | 175 000 $ | Terre (ext.) | Andrea Hlaváčková Lucie Hradecká | Nataša Zorić | 6-3, 6-3 | Parcours |

## Parcours en Grand Chelem

### En simple dames
| Année | Open d'Australie | Open d'Australie    | Internationaux de France                         | Internationaux de France | Wimbledon       | Wimbledon                                          | US Open         | US Open             |
| ----- | ---------------- | ------------------- | ------------------------------------------------ | ------------------------ | --------------- | -------------------------------------------------- | --------------- | ------------------- |
| 2004  | -                | -                   | -                                                | -                        | -               | -                                                  | 1er tour (1/64) | Svetlana Kuznetsova |
| 2005  | 1er tour (1/64)  | Maria Sharapova     | 1/4 de finale                                    | Elena Likhovtseva        | 2e tour (1/32)  | Maria Sharapova                                    | 2e tour (1/32)  | Amélie Mauresmo     |
| 2009  | 2e tour (1/32)   | Peng Shuai          | -                                                | -                        | 1er tour (1/64) | Alisa Kleybanova                                   | -               | -                   |
| 2010  | 1er tour (1/64)  | Tamarine Tanasugarn | -                                                | -                        | -               | -                                                  | -               | -                   |
| 2012  | -                | -                   | 2e tour (1/32)                                   | Carla Suárez             | -               | -                                                  | 1er tour (1/64) | L. Domínguez        |
| 2013  | 1er tour (1/64)  | Li Na               | -                                                | -                        | -               | -                                                  | -               | -                   |
| 2015  | -                | -                   | 2e tour (1/32)                                   | Irina Falconi            | 1er tour (1/64) | Sílvia Soler                                       | 1er tour (1/64) | Belinda Bencic      |
|       |                  |                     |                                                  |                          |                 |                                                    |                 |                     |
| 2023  | —                | —                   | Q1 \|\| style="text-align:left" \| Camila Osorio | —                        | —               | Q1 \|\| style="text-align:left" \| Arianne Hortono |                 |                     |

À droite du résultat, l’ultime adversaire.

### En double dames
| Année | Open d'Australie | Open d'Australie | Internationaux de France | Internationaux de France | Wimbledon                     | Wimbledon           | US Open                       | US Open               |
| 2005  | -                | -                | -                        | -                        | 1er tour (1/32) T. Tanasugarn | A. Medina D. Safina | 1er tour (1/32) L. Dekmeijere | J. Janković T. Križan |

Sous le résultat, la partenaire ; à droite, l’ultime équipe adverse.

## Parcours en «Premier Mandatory» et «Premier 5»
Découlant d'une réforme du circuit WTA inaugurée en 2009, les tournois WTA « Premier Mandatory » et « Premier 5 » constituent les catégories d'épreuves les plus prestigieuses, après les quatre levées du Grand Chelem.

### En simple dames
| Année |              | Premier Mandatory               | Premier Mandatory          | Premier Mandatory | Premier Mandatory |       | Premier 5 | Premier 5 | Premier 5                   | Premier 5                    | Premier 5                   | Premier 5 | Premier 5 |
| Année | Indian Wells | Miami                           | Madrid                     | Pékin             |                   | Dubaï | Rome      | Canada    | Cincinnati                  |                              | Tokyo                       |           |           |
| Année | Indian Wells | Miami                           | Madrid                     | Pékin             |                   | Doha  | Rome      | Canada    | Cincinnati                  |                              | Wuhan                       |           |           |
| Année | Indian Wells | Miami                           | Madrid                     | Pékin             |                   |       | Rome      | Canada    | Cincinnati                  |                              |                             |           |           |
| 2010  |              |                                 |                            |                   |                   |       |           |           | 1er tour (1/32) V. Azarenka |                              |                             |           |           |
| 2012  |              |                                 |                            |                   |                   |       |           |           |                             | 2e tour (1/16) L. Šafářová   | 2e tour (1/16) C. Wozniacki |           |           |
| 2013  |              | 1er tour (1/64) L. Arruabarrena |                            |                   |                   |       |           |           |                             |                              |                             |           |           |
| 2015  |              | 2e tour (1/32) C. Vandeweghe    | 2e tour (1/32) G. Muguruza |                   |                   |       |           |           |                             |                              |                             |           |           |
| 2018  |              |                                 |                            |                   |                   |       |           |           |                             | 1er tour (1/32) M. Sharapova |                             |           |           |

Sous le résultat, l’ultime adversaire.

## Parcours en Fed Cup
| #                                                                | Date       | Lieu     | Surface    | Gagnante(s)                         | Perdante(s)                           | Score          |          |
|                                                                  |            |          |            |                                     |                                       |                |          |
| 2005 - Barrage (groupe mondial II) - Japon - Bulgarie - 4 : 1    |            |          |            |                                     |                                       |                |          |
| 1                                                                | 09/07/2005 | Tokyo    | Dur (int.) | Akiko Morigami                      | Sesil Karatantcheva                   | 2-6, 7-64, 6-0 | Parcours |
| 1                                                                | 09/07/2005 | Tokyo    | Dur (int.) | Aiko Nakamura                       | Sesil Karatantcheva                   | 6-4, 7-62      | Parcours |
|                                                                  |            |          |            |                                     |                                       |                |          |
| 2013 - Barrage (groupe mondial II) - France - Kazakhstan - 4 : 1 |            |          |            |                                     |                                       |                |          |
| 2                                                                | 20/04/2013 | Besançon | Dur (int.) | Caroline Garcia Kristina Mladenovic | Sesil Karatantcheva Galina Voskoboeva | 6-2, 7-5       | Parcours |

## Classements WTA en fin de saison
| Année          | 2003 | 2004 | 2005 | 2006 | 2007 | 2008 | 2009 | 2010 | 2011 | 2012 | 2013 | 2014 | 2015 | 2016 | 2017 | 2018 | 2019 | 2020 | 2021 | 2022 | 2023 |
| Rang en simple | 526  | 127  | 35   | –    | –    | 150  | 134  | 139  | 175  | 93   | 142  | 176  | 109  | 212  | 176  | 238  | 388  | 601  | 944  | –    | 861  |
| Rang en double | –    | –    | 894  | –    | –    | 262  | 203  | 463  | 370  | 1197 | –    | –    | –    | –    | 754  | –    | –    | –    | –    | –    | 779  |

Source : (en) Classements de Sesil Karatantcheva sur le site officiel de la Fédération internationale de tennis

## Records et statistiques

### Confrontations avec ses principales adversaires
Confrontations lors des différents tournois WTA avec ses principales adversaires (5 confrontations minimum et avoir été membre du top 10). Classement par pourcentage de victoires. Situation au 7 août 2018 (Montréal 2018) :
Les joueuses retraitées sont en gris.
| Joueuse         | Meilleur classement | Confrontations | Victoires | Défaites | Pourcentage de victoires | Dernière confrontation             |
| --------------- | ------------------- | -------------- | --------- | -------- | ------------------------ | ---------------------------------- |
| Maria Sharapova | 1                   | 5              | 0         | 5        | 0                        | défaite (1-6, 2-6) à Montréal 2018 |